# Batinjani (Đulovac)
Batinjani is een plaats in de gemeente Đulovac in de Kroatische provincie Bjelovar-Bilogora. De plaats telt 273 inwoners (2001).